# 미셸 브랜치
미셸 브랜치(Michelle Branch, 1983년 7월 2일 ~ )는 미국의 여성 싱어송라이터이다.

## 음반 목록

### 싱글
1. Are You Happy Now (2003)

### 앨범
1. Broken Bracelet (2000)
2. The Spirit Room (2001)
3. Hotel Paper (2003)
4. Everything Comes and Goes (2010)

## 같이 보기
- 셰릴 크로우
- 에이브릴 라빈